# 桑布區
桑布區（西班牙語：Distrito de Sambú），是巴拿馬的一個行政區，位於該國東部，由恩貝拉-沃內安特區負責管轄，面積1,296.4平方公里，2010年人口2,286，人口密度每平方公里1.76人。